# 鹿豹座CS
鹿豹座CS（CS Cam；HD 21291）是位於星座鹿豹座中的反射星雲，範登貝格星表VdB]]14中的聯星。
它形成了一組被稱為鹿豹座 R1星協的恆星，是鹿豹座OB1星協的一部分。幾乎完全相同的超巨星鹿豹座CE位於南面半度處。
做為一顆聯星，鹿豹座CS被命名為斯特魯維（英語：Struve 385，STF 385，Σ385）。

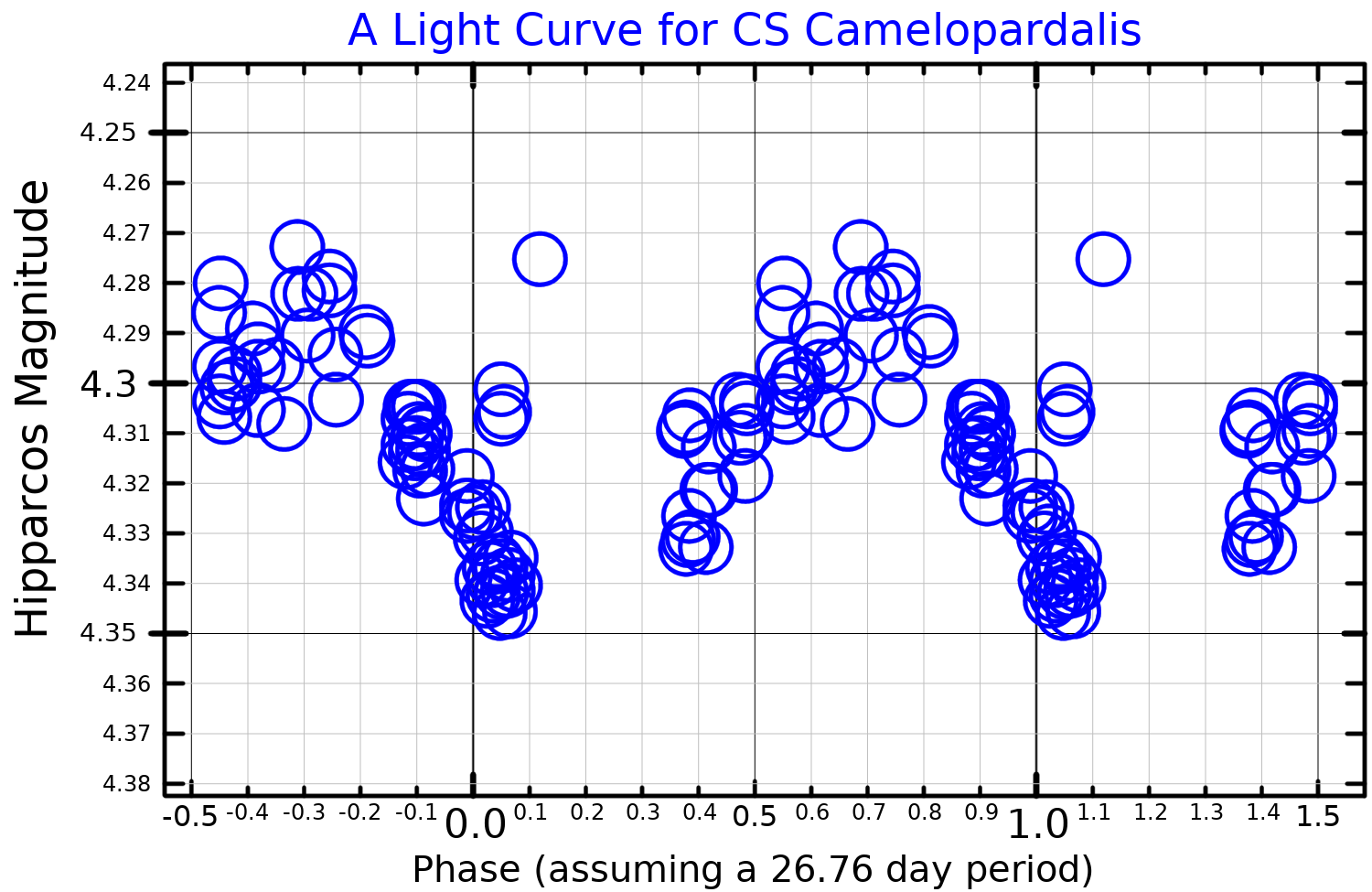
改編自Morel"等人"（2004年）的鹿豹座CS光變曲線。

主要成員鹿豹座CS A是一顆藍白B型超巨星，平均視星等為4.21m。它被歸類為天鹅座α型變星，亮度從4.19m至to 4.23m。它的伴星鹿豹座CS B是一顆8.7等的藍巨星，距離主星2.4弧秒。

## 外部連結
- Image CS Camelopardalis （页面存档备份，存于）
- Nebula vdB 14
- Van Den Bergh 14 and 15